# Aéroport international de Fort Lauderdale-Hollywood
Pour les articles homonymes, voir FLL.
L'aéroport international de Fort Lauderdale-Hollywood  (en anglais : Fort Lauderdale-Hollywood International Airport), connu localement sous le sigle FLL (code IATA : FLL • code OACI : KFLL), est un aéroport américain situé dans le comté de Broward, entre les villes de Fort Lauderdale, Hollywood et Dania Beach, à environ 5 km au sud-ouest du centre de Fort Lauderdale, dans l'État de Floride. Il est localisé dans le nord de l'aire métropolitaine de Miami, à 33,7 km au nord du quartier d'affaires de Miami, dans un secteur non constitué en municipalité.
En 2015, il est le deuxième aéroport le plus important du sud de la Floride derrière l'aéroport international de Miami avec 26 941 511 passagers, une augmentation de 9,4 % par rapport à 2014, ce qui en fait l'un des quatre aéroports américains avec la plus forte croissance quant au trafic de passagers. Alors classé 22e quant au trafic passagers aux États-Unis, il connaît une croissance importante (+18 %) en trafic international. En dépit d'une baisse du trafic pendant les années de récession économique de 2008 et 2009, le trafic augmente depuis 2010 de près de 20 %.
Les cinq transporteurs principaux en part de marché utilisant FLL sont JetBlue Airways avec 22,4 %, Spirit Airlines avec 18,5 %, Southwest Airlines avec 17,4 %, Delta Air Lines avec 12,2 % et American Airlines avec 10,0 % des passagers. Ce sont les compagnies aériennes à bas prix telles que Allegiant, JetBlue, Southwest et Spirit avec 59,3 % de parts du marché passager, qui donnent son importance à l'aéroport de Fort Lauderdale-Hollywood. Il est l'une des plates-formes de correspondance principales de la compagnie Spirit Airlines dont le trafic international est en forte croissance. L'extension et la modernisation toujours en cours du terminal 4 est le résultat de cette croissance. De plus, Southwest Airlines compte ajouter un hall supplémentaire au terminal 1 pour accommoder l'expansion prévue à l'international et Cuba en particulier.
L'importance du trafic passagers va de pair avec la proximité de Port Everglades, le troisième plus important port de croisière des États-Unis. Depuis la fin des années 1990, les liaisons avec les Caraïbes et l'Amérique centrale en ont fait un aéroport international important bien que l'aéroport international de Miami conserve une prépondérance dans les longs-courriers internationaux. Le 6 janvier 2017, une fusillade survient dans la zone de récupération des bagages du terminal 2, faisant 5 morts et plus de 8 blessés. Le tireur, un passager en provenance de l'Alaska, est arrêté.

## Situation

### Carte des 30 principaux aéroports américains
| \| 500 km1:17 479 000 \| Atlanta Los Angeles Chicago · O'Hare Chicago · Midway Dallas · Fort Worth New York · JFK Newark · Liberty New York-LaGuardia Denver San Francisco Charlotte Las Vegas Phoenix Miami Houston Seattle Orlando Minneapolis · Saint-Paul Boston Détroit Philadelphie Fort Lauderdale · Hollywood Baltimore Washington · R. Reagan Washington · Dulles Salt Lake City San Diego Honolulu Tampa Portland |
| 500 km1:17 479 000 |

### Carte des principaux aéroports de la Floride
| Daytona Beach Fort Lauderdale Fort Myers Gainesville Jacksonville Key West Orlando-Melbourne Miami Orlando Orlando-Sanford Panama City Pensacola Punta Gorda Sarasota-Bradenton St. Augustine St. Petersburg-Clearwater Tallahassee Tampa Valparaiso Palm Beach Naples Vero Beach |

## Compagnies et destinations
| Compagnies              | Destinations | Refs   |
| ----------------------- | --- | ------ |
| Air Canada              | En saison : Halifax (Stanfield), Ottawa (Macdonald-Cartier) | [ 3 ]  |
| Air Canada Rouge        | Montréal (P.-E.-Trudeau), Toronto (Pearson) | [ 3 ]  |
| Air Transat             | Montréal (P.-E.-Trudeau), Toronto (Pearson) En saison : Halifax (Stanfield), Québec (Jean-Lesage) , Vancouver |        |
| Alaska Airlines         | Los Angeles, Seattle-Tacoma En saison : San Francisco | [ 4 ]  |
| Allegiant Air           | Allentown-Bethlehem-Easton, Asheville, Saint-Louis MidAmerica, Columbus (Rickenbacker Int'l), Concord, C. du N. (en), Cincinnati-Northern Kentucky, Flint-Bishop, Greenville-Spartanburg, Indianapolis, Knoxville-McGhee Tyson (en), Lexington-Blue Grass (en), Louisville-Standiford Field, Memphis, Norfolk, Plattsburgh, Syracuse-Hancock En saison : Cleveland-Hopkins, Grand Rapids-G. R. Ford | [ 5 ]  |
| American Airlines       | Charlotte-Douglas, Chicago-O'Hare, Dallas-Fort Worth, Philadelphie | [ 6 ]  |
| Avianca                 | Bogota-El Dorado | [ 7 ]  |
| Azul Brazilian Airlines | Belém, São Paulo/Campinas, Recife | [ 8 ]  |
| Bahamasair              | Grand Bahama-Freeport, Nassau L. Pindling | [ 9 ]  |
| Caribbean Airlines      | Kingston-N. Manley, Port-d'Espagne - Piarco | [ 11 ] |
| Copa Airlines           | Panama-Tocumen | [ 12 ] |
| Delta Air Lines         | Atlanta H.-Jackson, Boston Logan, Cincinnati-Northern Kentucky, Détroit, Minneapolis-Saint-Paul, New York-John F. Kennedy, New York-LaGuardia, Raleigh-Durham, Salt Lake City En saison : Seattle-Tacoma | [ 13 ] |
| Emirates                | Dubaï | [ 14 ] |
| Frontier Airlines       | Islip (Long Island Mac Arthur), Trenton (comté de Mercer) En saison : Denver | [ 16 ] |
| JetBlue Airways         | - Aguadilla, - Albany, - Aruba-Reine-Beatrix, - Atlanta H.-Jackson, - Austin-Bergstrom, - Bridgetown-Grantley-Adams, - Bogota-El Dorado, - Boston Logan, - Buffalo-Niagara, - Camagüey-I. Agramonte, - Cancún, - Carthagène-R. Núñez, - Charleston, - Chicago-O'Hare, - Cleveland-Hopkins, - Grand Cayman-O. Roberts, - Guayaquil-J. J.-Olmedo, - Hartford-Bradley, - La Havane-José Martí, - Holguín-F. País, - Jacksonville, - Kingston-N. Manley, - Las Vegas-Harry-Reid, - Lima-J. Chávez, - Los Angeles, - Medellín-J. M. Córdova, - Mexico-B. Juárez, - Montego Bay-Donald Sangster, - Nashville, - Nassau L. Pindling, - La Nouvelle-Orléans-L. Armstrong, - New York-John F. Kennedy, - New York-LaGuardia, - Newark-Liberty, - Newburgh-Stewart, - Philadelphie, - Phoenix-Sky Harbor, - Port-au-Prince T. Louverture, - Port-d'Espagne - Piarco, - Providence-T. F. Green, - Providenciales, - Punta Cana, - Quito-M. Sucre, - Raleigh-Durham, - Richmond-Byrd Field, - Salt Lake City, - San Diego, - San Francisco, - San José-J. Santamaría, - San Juan - Luis-Muñoz-Marín, - Santa Clara-A. Santamaría, - Santiago - Cibao, - Saint-Domingue Las Américas, - Saint-Martin - Princesse-Juliana, - Seattle-Tacoma, - Washington-Reagan, - Comté de Westchester, - Worcester (en) En saison : - Yampa Valley (en), - Syracuse-Hancock |        |
| Silver Airways          | Daytona Beach, Grand Bahama-Freeport, Key West, Marsh Harbour, New Bight (en), North Eleuthera (en), Orlando, Pensacola, South Bimini, Tallahassee, Tampa, Treasure Cay (en) En saison : George Town-Exuma, Governor's Harbour (en) | [ 23 ] |
| SkyBahamas Airlines     | Grand Bahama-Freeport, Marsh Harbour, New Bight (en), South Bimini | [ 24 ] |
| Southwest Airlines      | - Albany, - Aruba-Reine-Beatrix, - Atlanta H.-Jackson, - Austin-Bergstrom, - Baltimore-T. Marshall, - Belize City-P. S. W. Goldson, - Buffalo-Niagara, - Chicago-Midway, - John Glenn Columbus, - Dallas-Love Field, - Denver, - Grand Cayman-O. Roberts, - Hartford-Bradley, - La Havane-José Martí, - Houston-W. P. Hobby, - Indianapolis, - Jacksonville, - Kansas City, - Las Vegas-Harry-Reid, - Islip (Long Island Mac Arthur), - Montego Bay-Donald Sangster, - Nashville, - Nassau L. Pindling, - La Nouvelle-Orléans-L. Armstrong, - Orlando, - Philadelphie, - Phoenix-Sky Harbor, - Pittsburgh, - Providence-T. F. Green, - Providenciales, - Punta Cana, - Raleigh-Durham, - San Antonio, - San José-J. Santamaría, - San Juan - Luis-Muñoz-Marín, - Lambert-Saint Louis, - Tampa, - Washington-Reagan En saison : - Manchester (New Hampshire), - Milwaukee-General Mitchell, - Minneapolis-Saint-Paul, - New York-LaGuardia | [ 30 ] |
| Spirit Airlines         | - Aguadilla, - Armenia-El Edén, - Aruba-Reine-Beatrix, - Asheville, - Atlanta H.-Jackson, - Atlantic City, - Austin-Bergstrom, - Baltimore-T. Marshall, - Bogota-El Dorado, - Boston Logan, Cali-Alfonso-Bonilla-Aragón, - Cancún, - Cap-Haïtien, - Carthagène-R. Núñez, - Chicago-O'Hare, - Cleveland-Hopkins, - John Glenn Columbus, - Dallas-Fort Worth, - Denver, - Détroit, - Greensboro (en), - Guatemala-La Aurora, - Guayaquil-J. J.-Olmedo, - Hartford-Bradley, - Houston-George Bush, - Jacksonville, - Kingston-N. Manley, - Las Vegas-Harry-Reid, - Arnold Palmer (en), - Lima-J. Chávez, - Los Angeles, - Managua, - Medellín-J. M. Córdova, - Montego Bay-Donald Sangster, - Myrtle Beach, - Newark-Liberty, - La Nouvelle-Orléans-L. Armstrong, - New York-LaGuardia, - Niagara Falls, - Orlando, - Panama-Tocumen, - Philadelphie, - Pittsburgh, - Plattsburgh, - Port-au-Prince T. Louverture, - Punta Cana, - Richmond-Byrd Field, - Christiansted - H. E. Rohlsen, - Saint-Martin - Princesse-Juliana, - Charlotte Amalie - Cyril E. King, - San José-J. Santamaría, - San Juan - Luis-Muñoz-Marín, - San Pedro Sula-R. V. Morales, - San Salvador-M. O. A. Romero y Galdámez, - Santiago - Cibao, - Saint-Domingue Las Américas, - Tampa En saison : - Kansas City, - Seattle-Tacoma                                         | [ 37 ] |
| United Airlines         | Chicago-O'Hare, Denver, Houston-George Bush, Newark-Liberty, San Francisco, Washington-Dulles En saison : Cleveland-Hopkins | [ 38 ] |
| United Express          | En saison : Cleveland-Hopkins |        |
| WestJet                 | Toronto (Pearson) En saison : Calgary,Saint-Jean (Terre-Neuve) | [ 40 ] |

Édité le 06/01/2019

## Statistiques
Le graphique qui aurait dû être présenté ici ne peut pas être affiché car il utilise l'ancienne extension Graph, désactivée pour des questions de sécurité. Des indications pour créer un nouveau graphique avec la nouvelle extension Chart sont disponibles ici.

Voir la requête brute et les sources sur Wikidata.
| Année | Nombre de passagers | Variation |
| ----- | ------------------- | --------- |
| 2006  | 21 369 787          | –4,6 %    |
| 2007  | 22 681 903          | +6,1 %    |
| 2008  | 21 621 698          | -0,3 %    |
| 2009  | 21 061 024          | -6,9 %    |
| 2010  | 22 412 627          | +6,4 %    |
| 2011  | 23 349 835          | +4,2 %    |
| 2012  | 23 569 103          | +0,9 %    |
| 2013  | 23 559 779          | -3,9 %    |
| 2014  | 24 648 306          | +4,6 %    |
| 2015  | 26 941 511          | +9,3%     |